# Erica patersonia
Erica patersonia là một loài thực vật có hoa trong họ Thạch nam. Loài này được Andrews mô tả khoa học đầu tiên năm 1795.

## Hình ảnh

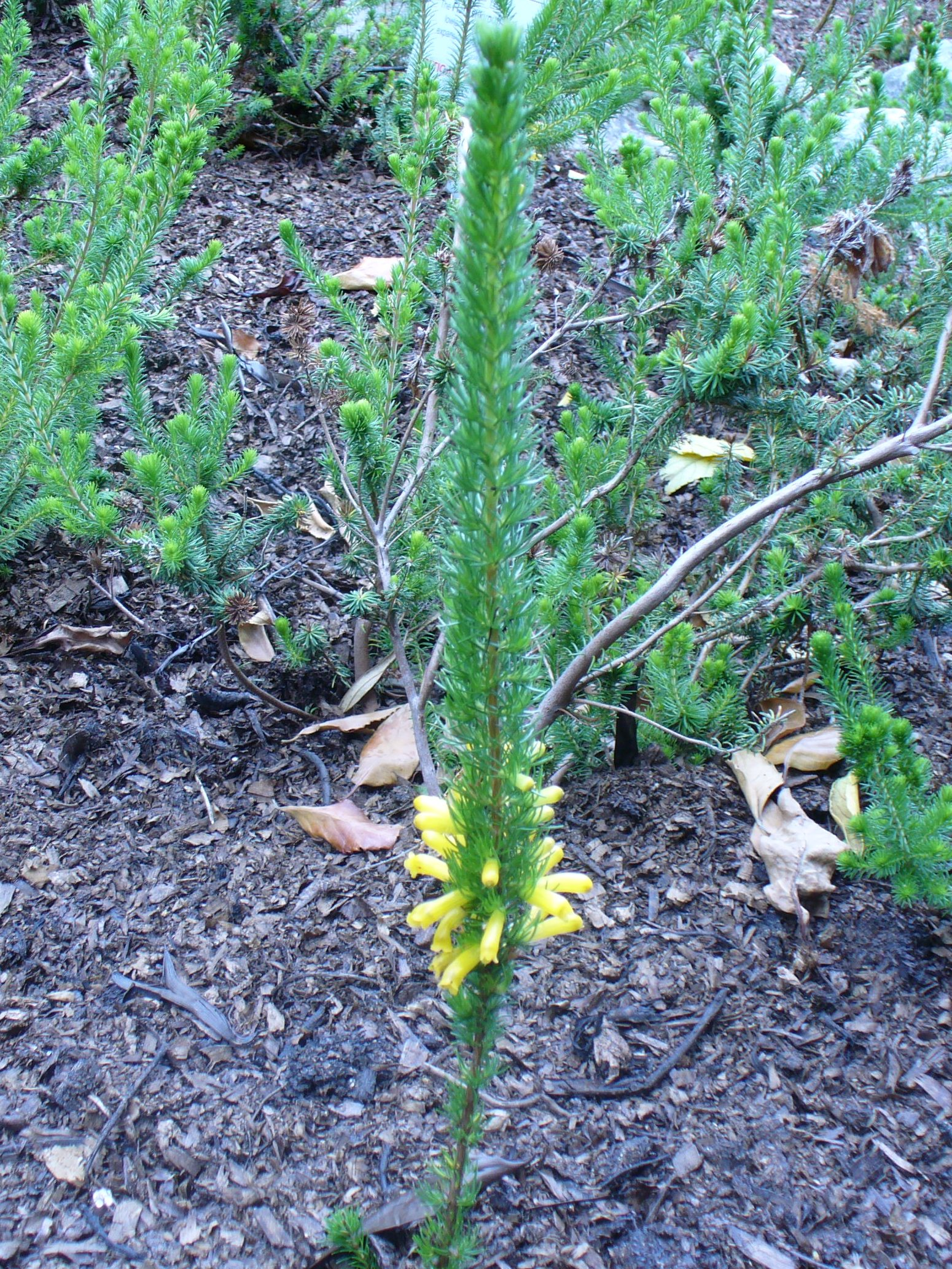
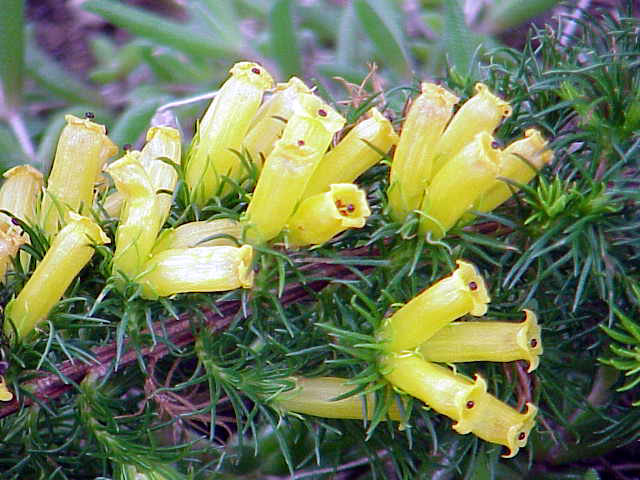
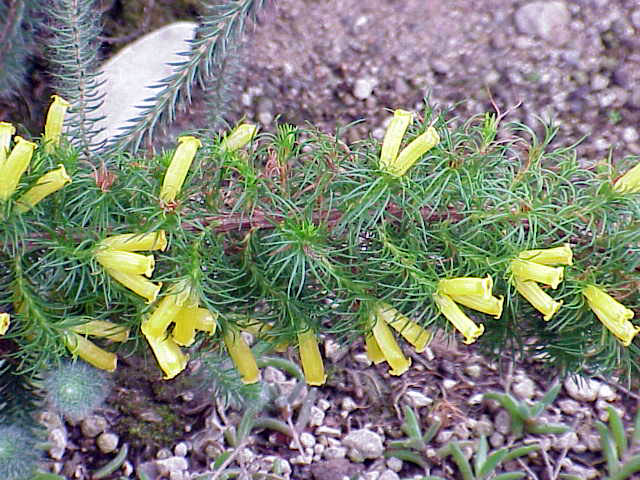